# بروس واگنر
بروس واگنر (به انگلیسی: Bruce Alan Wagner) (متولد ۲۲ مارس ۱۹۵۴) رمان‌نویس و فیلم‌نامه‌نویسان آمریکایی است.
که به دلیل دیدگاه آخرالزمانی و در نهایت روحانی او از بشریت مشهور است و این از طریق لنزهای صنعت سرگرمی هالیوود دیده می‌شود.
در سال ۱۹۹۴ با کارلوس کاستاندا مصاحبه و اولین فیلم‌های مربوط به تنسگریتی برای کلیر گرین Tensegrity for Cleargreen را کارگردانی کرد.

## رمان‌ها
فورس ماژور (۱۹۹۱)
نخل‌های وحشی (۱۹۹۳) (رمان گرافیکی)
من تو را گم می‌کنم (۱۹۹۶)
من تو را رها خواهم کرد (۲۰۰۲)
هنوز هم هلدینگ (۲۰۰۳)
کاخ گل داوودی (۲۰۰۵)
یادبود (۲۰۰۶)
Dead Stars (2012)
صندلی خالی (۲۰۱۴)
من با شخصی آشنا شدم (۲۰۱۶)